# Save the last dance for me (The Cats)
Save the last dance for me is een single van The Cats. Het is afkomstig van hun album Like the old days. Het was hun versie van Save the last dance for me, origineel gezongen door The Drifters. De bewerking was van Paul Natte.
De B-kant Ridin' train werd geschreven door Piet Veerman en Nail Che.

## Hitnotering
Het was geen grote hit voor The Cats zoals in hun beginperiode, maar behaalde toch stevige verkoopcijfers.

### Evergreen Top 1000
| Evergreen Top 1000 | Evergreen Top 1000 | Evergreen Top 1000 | Evergreen Top 1000 | Evergreen Top 1000 | Evergreen Top 1000 | Evergreen Top 1000 | Evergreen Top 1000 | Evergreen Top 1000 | Evergreen Top 1000 | Evergreen Top 1000 | Evergreen Top 1000 | Evergreen Top 1000 | Evergreen Top 1000 | Evergreen Top 1000 | Evergreen Top 1000 | Evergreen Top 1000 |
| Jaar               | 2008               | 2009               | 2010               | 2011               | 2012               | 2013               | 2014               | 2015               | 2016               | 2017               | 2018               | 2019               | 2020               | 2021               | 2022               | 2023               |
| ------------------ | ------------------ | ------------------ | ------------------ | ------------------ | ------------------ | ------------------ | ------------------ | ------------------ | ------------------ | ------------------ | ------------------ | ------------------ | ------------------ | ------------------ | ------------------ | ------------------ |
| Positie            | -                  | -                  | -                  | -                  | 869                | 134                | -                  | -                  | -                  | 452                | 257                | 150                | 206                | 129                | 134                | 99                 |

### Nederlandse Top 40
| Positie: | 19 | 11 | 9 | 6 | 6 | 14 | 27 | 35 | uit |

### NederlandseDaverende 30
| Positie: | 16 | 11 | 7 | 6 | 15 | 27 | uit |

### BelgischeBRT Top 30
| Positie: | 22 | 25 | 17 | 11 | 8 | 11 | 30 | 21 | 29 | uit |

### VlaamseUltratop 30
| Positie: | 28 | 24 | 18 | 13 | 11 | 13 | 25 | 26 | uit |